# 酒類免許
酒類免許（しゅるいめんきょ）とは、酒税法により酒の製造、販売に欠かせない免許。この免許を取得していないと製造や販売はできない。無資格で製造や販売を行った場合、罰則がつく。酒類製造免許と酒類販売免許とがある。
酒類免許は、近くの税務署に申請すれば取得できる。
- 酒類製造免許
- 酒類販売業免許